# Johann Baptist Straub

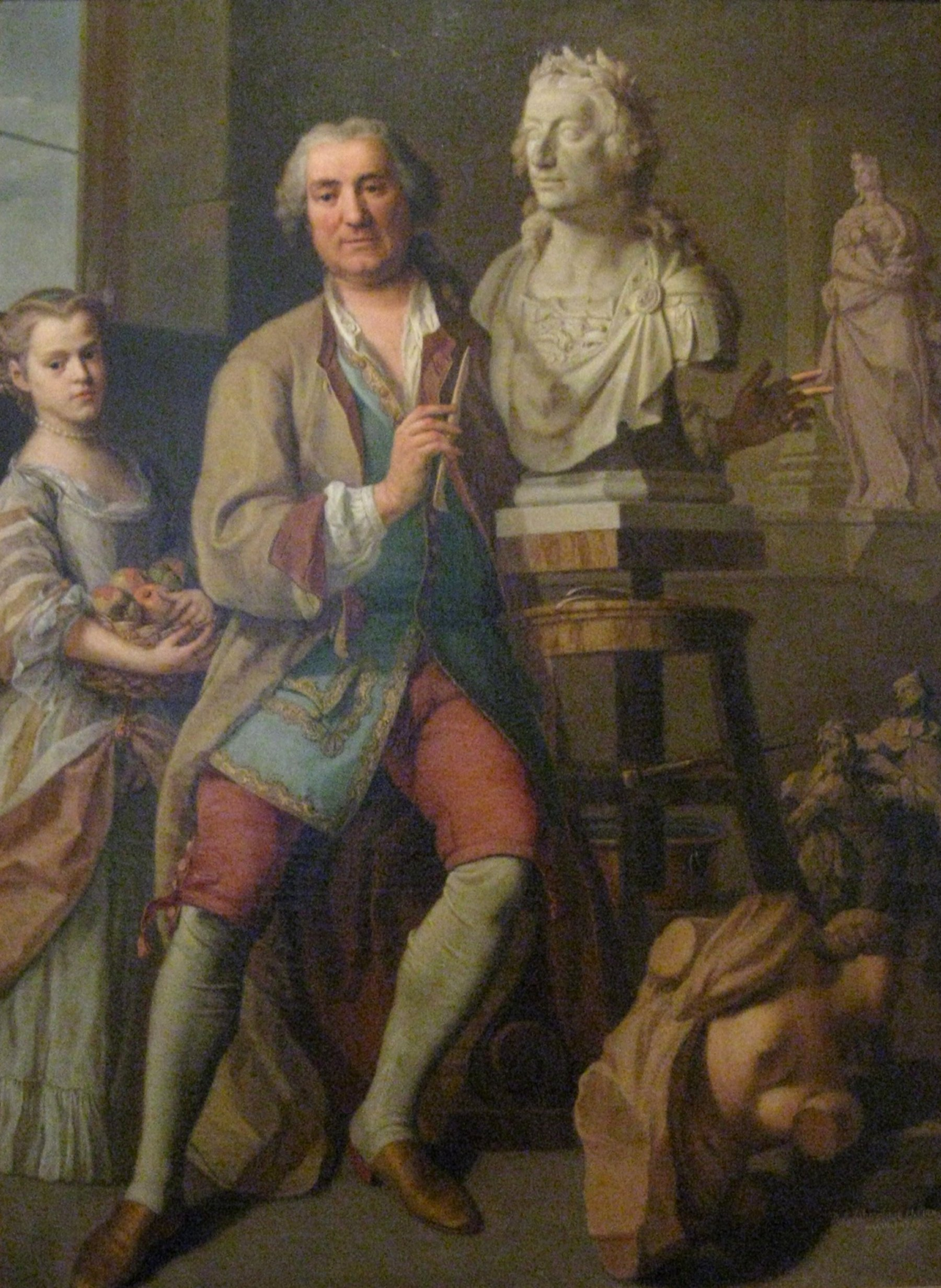
Johann Baptist Straub

Johann Baptist Straub (* getauft 1. Juni 1704 in Wiesensteig; † 13. Juli 1784 in München) war ein deutscher Bildhauer. Er gilt neben seinem Schüler Franz Ignaz Günther als bedeutendster Vertreter des bayerischen Rokoko.

## Leben

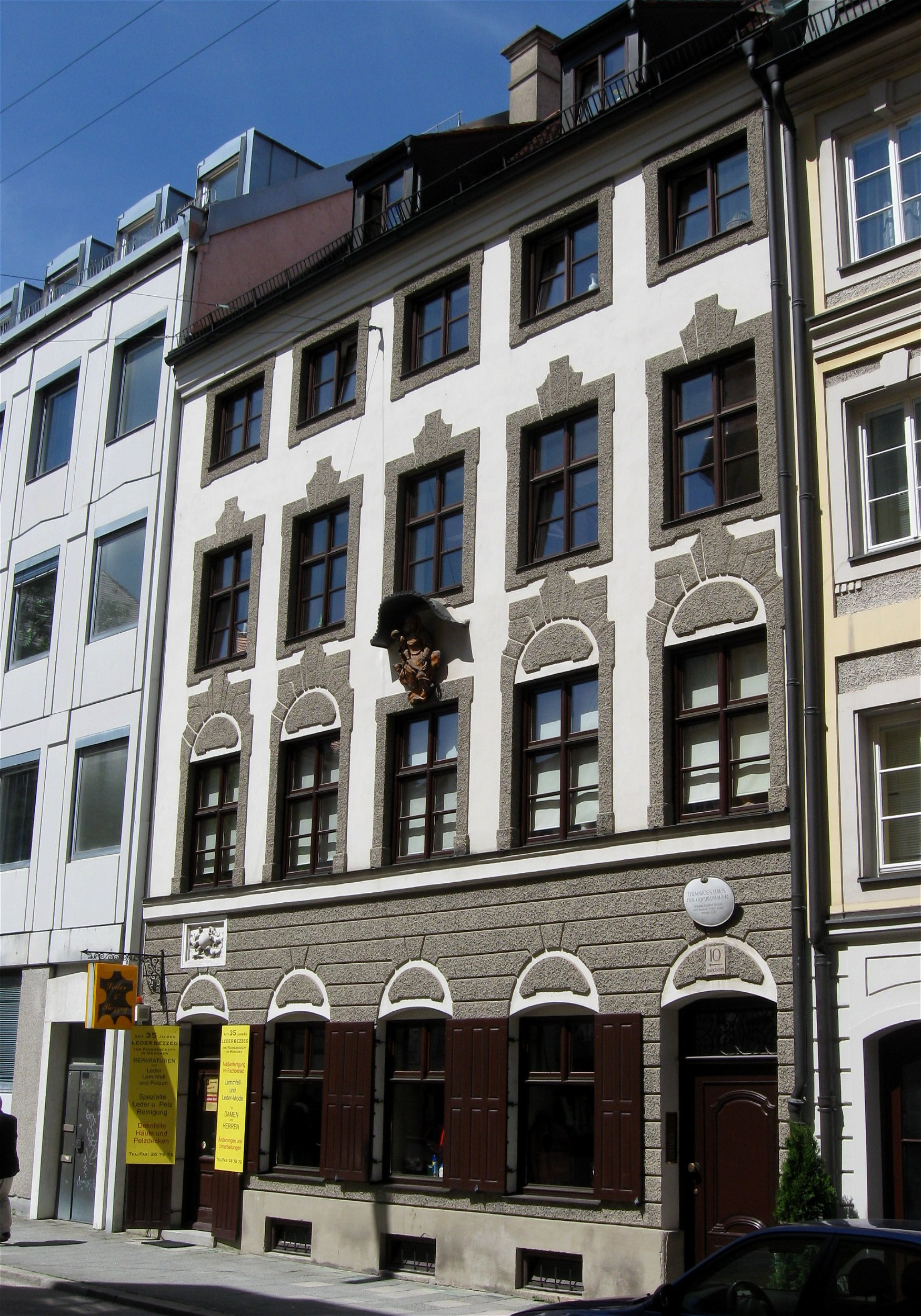
Straub-Wohnhaus in München

Johann Baptist Straub, von dem nur das Taufdatum, nicht jedoch das Geburtsdatum bekannt ist, stammte aus einer Bildhauerfamilie aus dem schwäbischen Wiesensteig bei Göppingen. Auch sein Vater Johann Georg Straub und seine Brüder Philipp Jakob, Joseph und Johann Georg waren Bildhauer. Er lernte zunächst von 1718 bis 1722 in der Werkstatt des Vaters, bevor er weitere vier Jahre im Kreise der Münchner Hofkunst bei Hofbildhauer Gabriel Luidl tätig war. Unter Joseph Effner fertigte er erste dekorative Arbeiten für die Münchener Residenz an. Danach ging er nach Wien, wo er von 1726 bis 1734 im Umkreis von Ignaz Gunst, Christoph Mader, Galli Bibiena, Joseph Emanuel Fischer von Erlach und Raphael Donner lernte und erste größere Arbeiten ausführte, zum Beispiel Madonna, Kanzel, Kirchenbänke, Orgelbekrönung und mehrere Figuren für die Schwarzspanierkirche.
1734 kehrte er auf Einladung des Hofbildhauers Andreas Faistenberger nach München zurück. Er wurde am 7. Juni 1737 von Kurfürst Karl Albrecht von Bayern zum Hofbildhauer ernannt. Im selben Jahr heiratete er Elisabeth Theresa, Tochter des Hofkupferstechers Franz Xaver Joseph Späth († 20. Dezember 1774).
Straub stattete vor allem in Oberbayern Kirchen und Klöster aus. Meist sind seine Figuren weiß gefasst mit wenigen Vergoldungen. Wichtige Werke Straubs befinden sich in der Residenz in München sowie in Schloss Nymphenburg. Kirchliche Werke sind die Altäre der Klosterkirchen von Andechs und Schäftlarn sowie der St.-Michael-Kirche in Berg am Laim.
Straubs Werkstatt war zu seiner Zeit die bedeutendste in München. Er wohnte und arbeitete im sogenannten Haus zur Hundskugel, auch bekannt als Straub-Wohnhaus, in der Münchner Altstadt. Sein wichtigster Schüler war Ignaz Günther, daneben sind Roman Anton Boos und sein Neffe Franz Xaver Messerschmidt zu nennen. Die Grabstätte von Johann Baptist Straub befindet sich auf dem Alten Südlichen Friedhof in München (Gräberfeld Kirche – Reihe St. Stefan – Platz Nordwand-2) Standort. Der Asteroid (6147) Straub, der 1977 entdeckt wurde, ist nach Johann Baptist Straub benannt.

## Werke (Auswahl)
- 1726–1730: mit Johann Baptist Mader die spiralförmigen Reliefs der beiden großen Säulen der Wiener Karlskirche.
- 1730: Kanzel der Schwarzspanierkirche Wien (in der Pfarrkirche Laxenburg)
- 1738–1739: Hochaltartabernakel der Klosterkirche St. Anna im Lehel
- 1739: Nepomukfigur am Josefsaltar, St. Cyriakus (Wiesensteig)
- 1739–1741: Seitenaltäre und Kanzel der Kirche im Marienmünster Dießen
- 1741: Tabernakel der Kirche von Kloster Fürstenzell
- 1743: Hochaltar und Seitenaltäre der Pfarrkirche St. Michael in Berg am Laim
- 1745: Rechter Seitenaltar der Frauenkirche in Gauting
- 1748–1757: Nebenaltäre der Klosterkirche von Kloster Reisach
- 1750: Altäre der Kirche von Kloster Andechs
- 1752: Hochaltar der Pfarrkirche von St. Georg in Bichl
- 1752–1759: Hochaltar der St. Rasso (Grafrath) in Grafrath
- 1755–1764: Kanzel und Altäre der Kirche von Kloster Schäftlarn
- 1757–1765: Kanzel und Seitenaltäre der Klosterkirche Mariä Himmelfahrt von Kloster Ettal
- 1763: Hochaltarumbau der Kirche Heilig Kreuz von Kloster Polling
- 1765–1769: Ausstattung der Kirche von Kloster Altomünster
- 1770–1773: Hochaltar von St. Georg (Bogenhausen)
- ca. 1775: Kruzifix, St. Cyriakus (Wiesensteig)

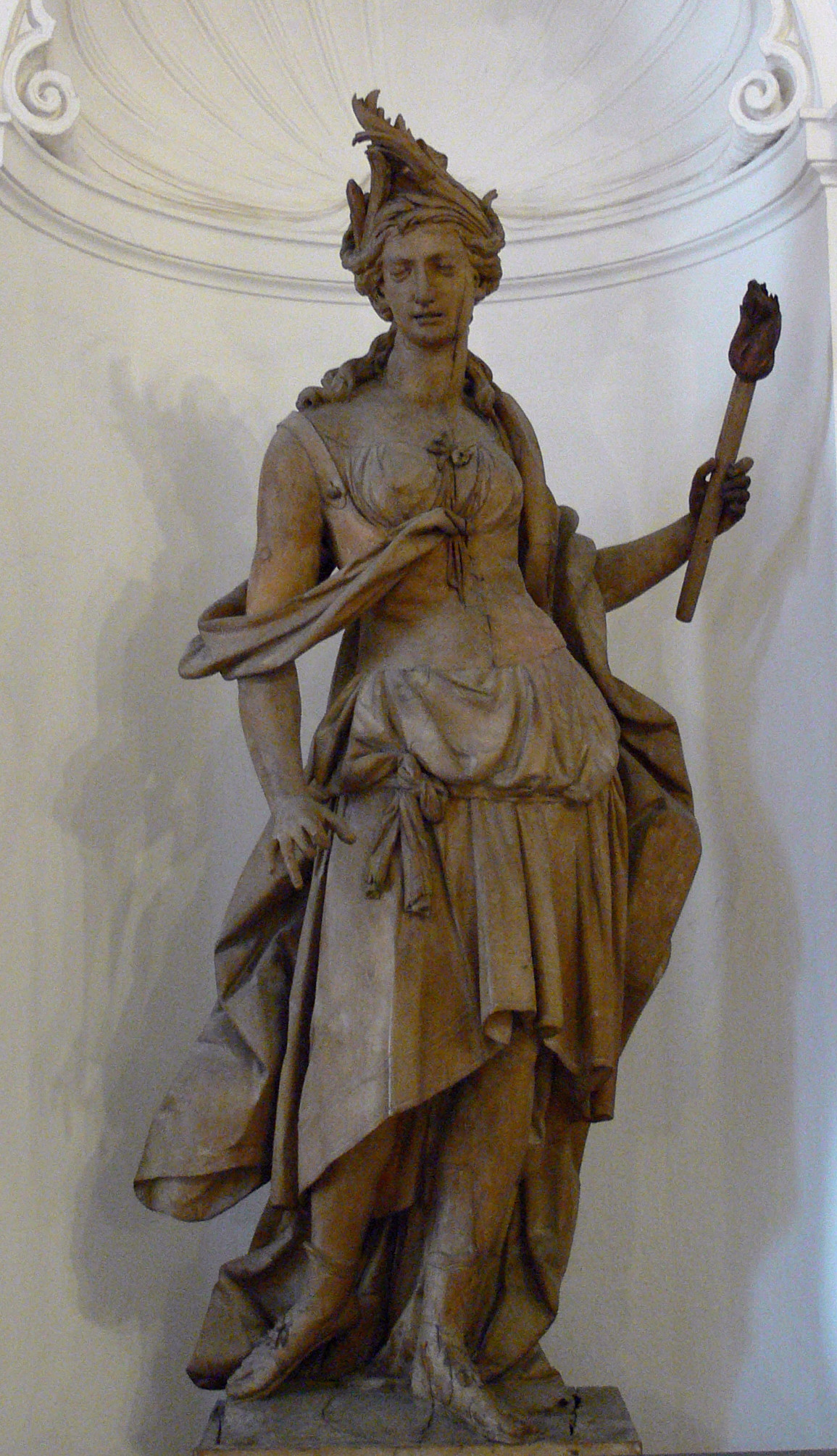
Ceres, um 1772, aus dem ehemaligen Palais Törring in München
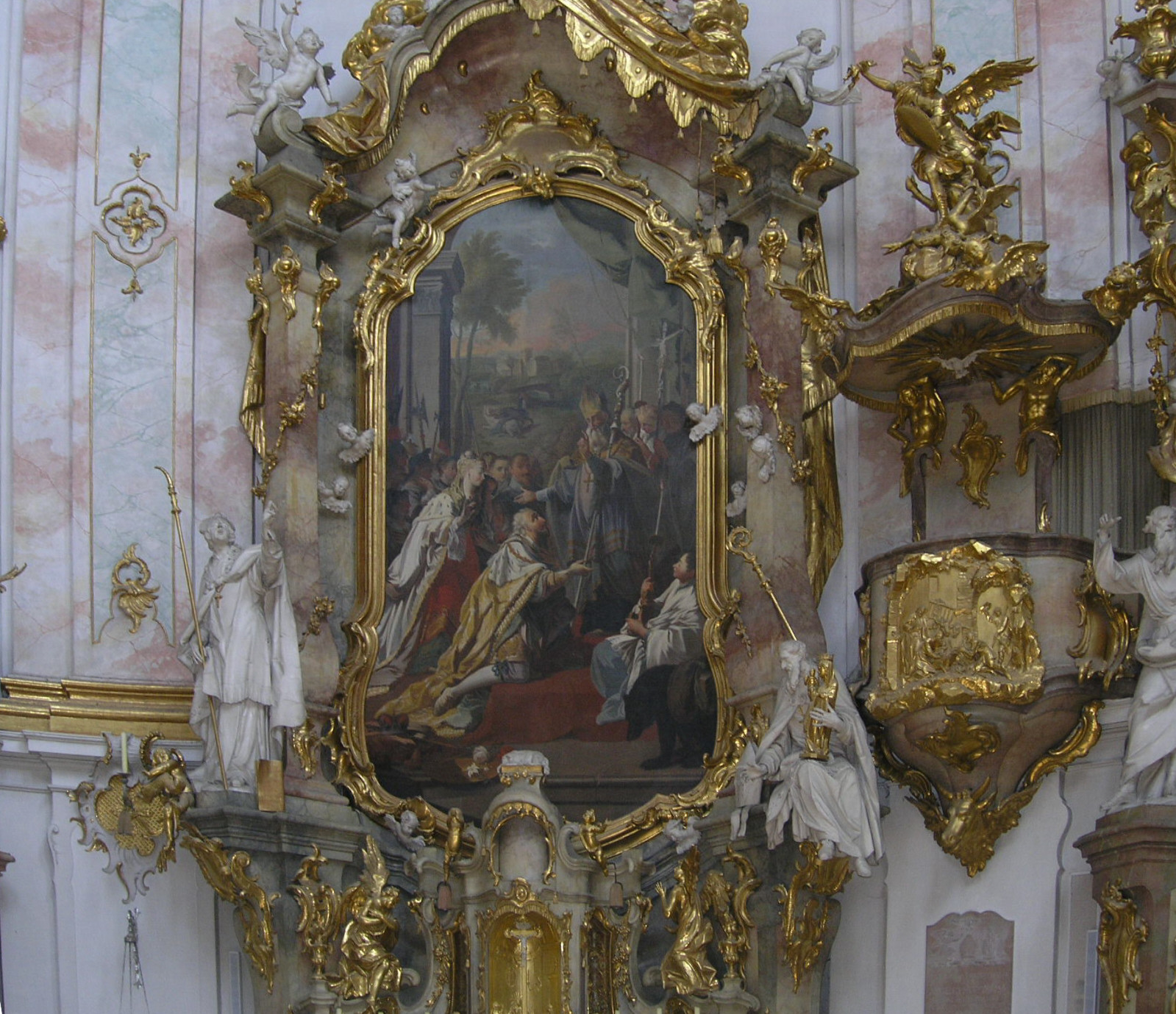
Korbiniansaltar und Kanzel im Kloster Ettal
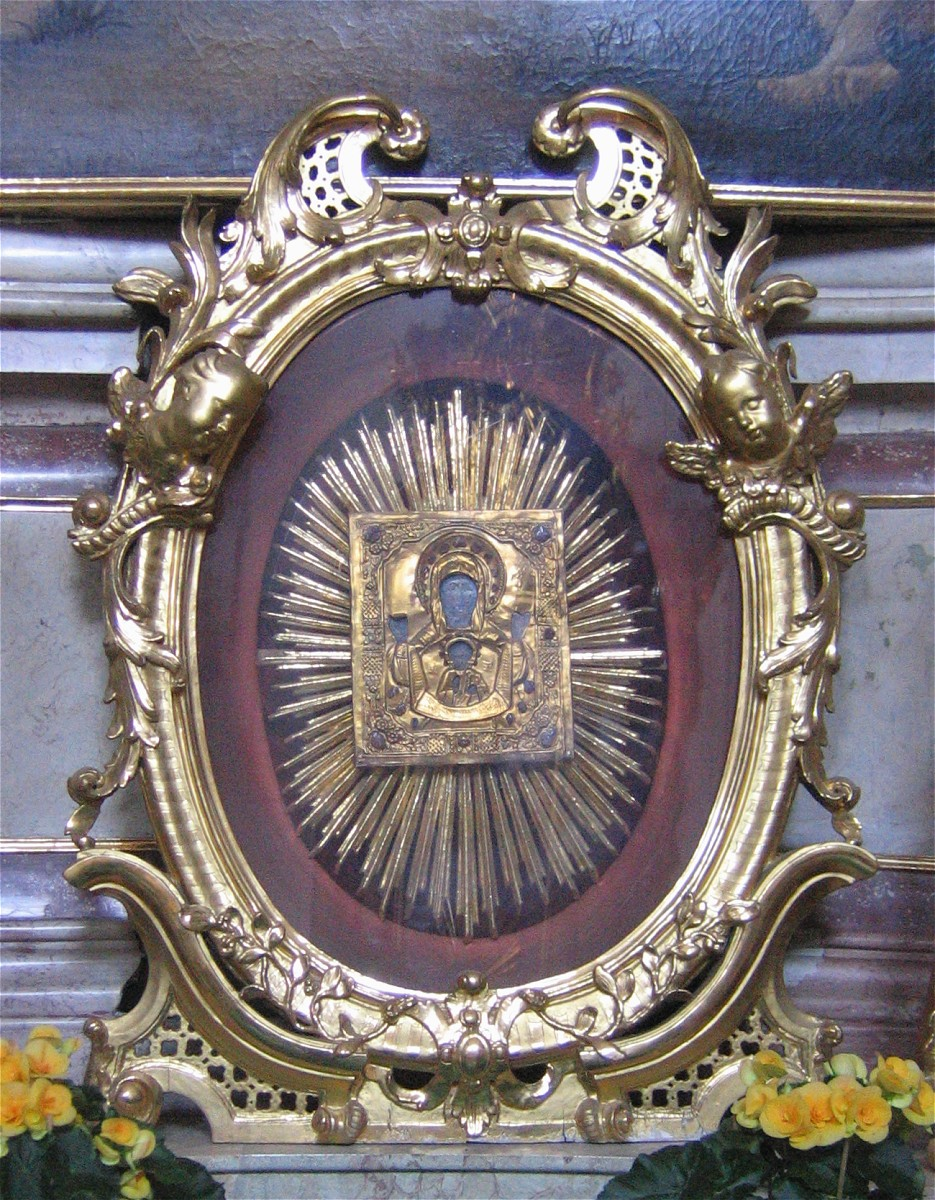
Rokoko-Rahmen von J. B. Straub, Ikone, Klosterkirche St. Anna in München
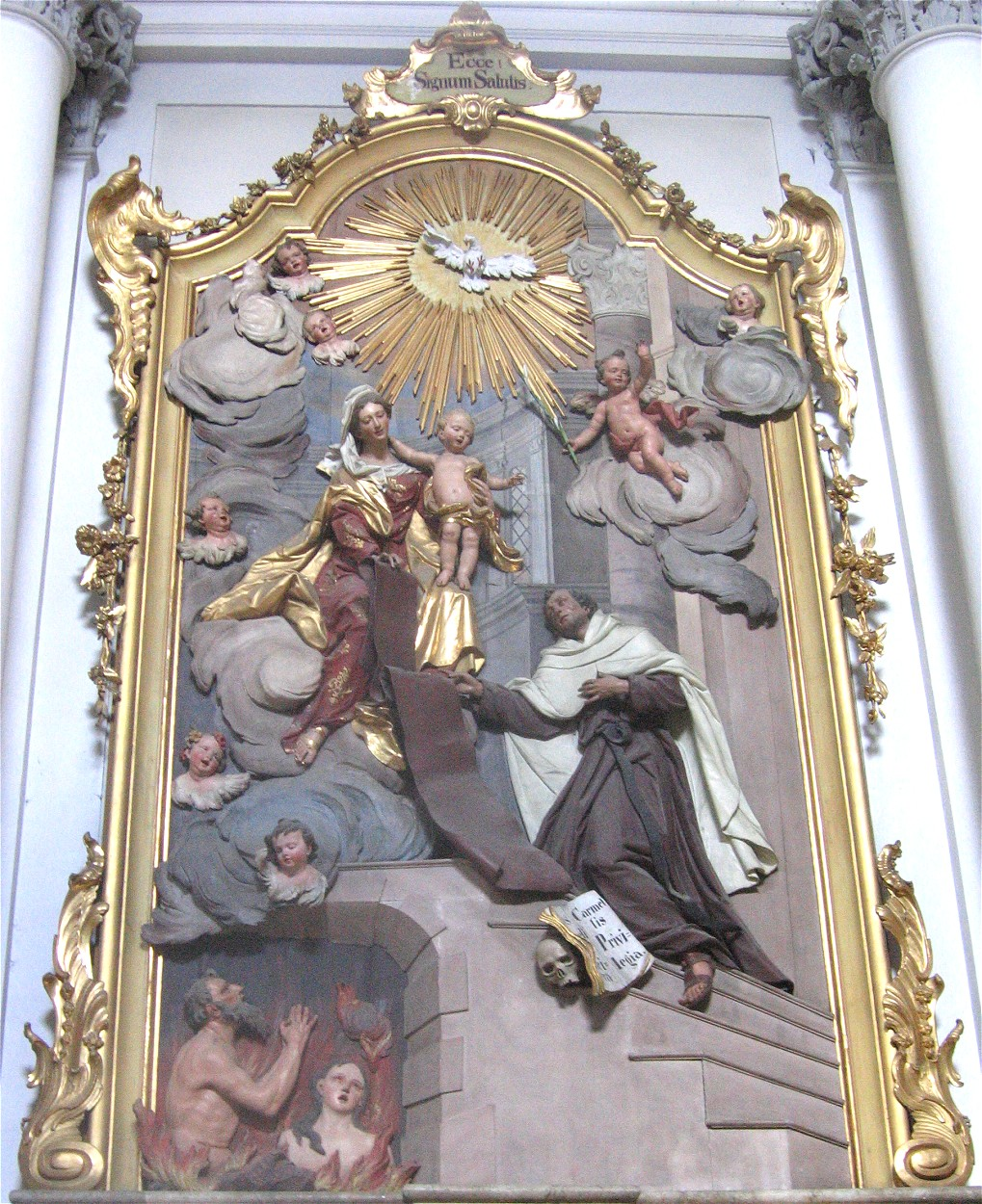
Kloster Reisach, Skapulieraltar
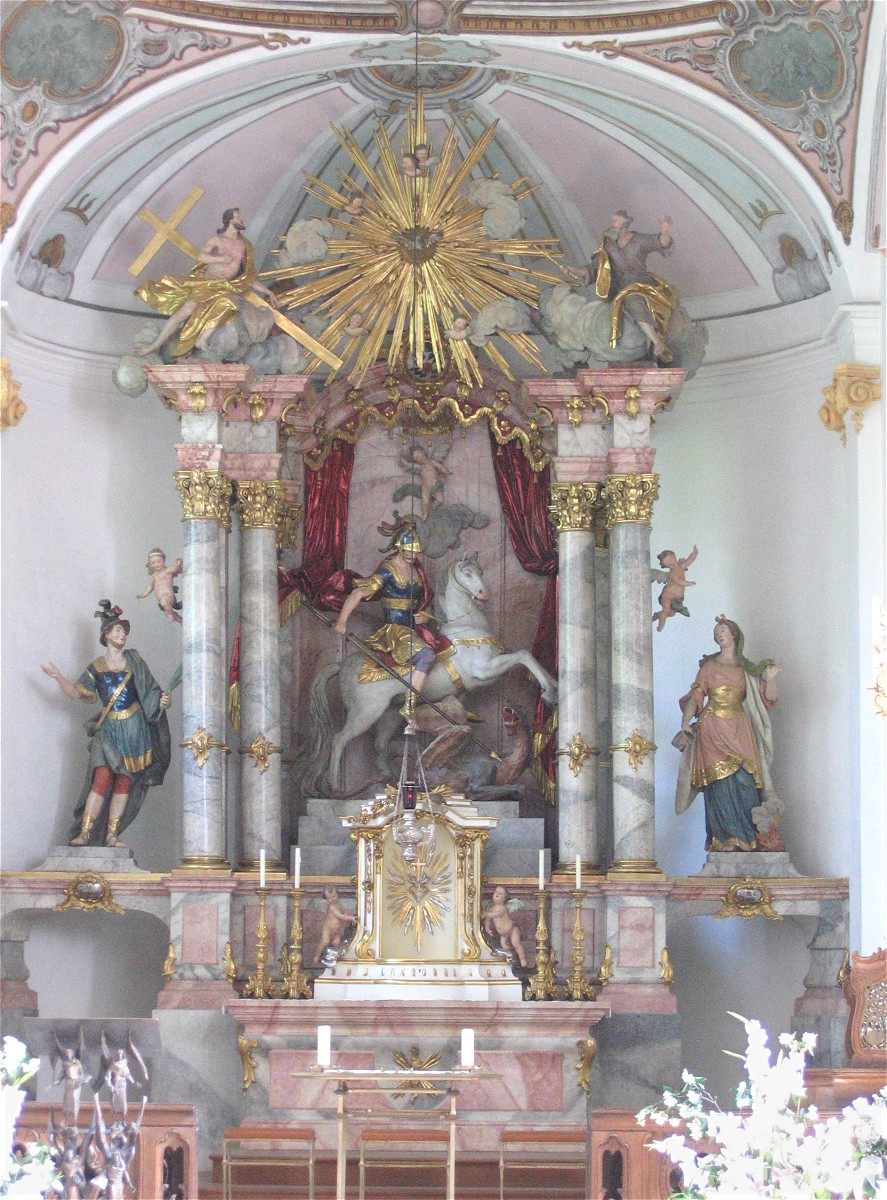
Hochaltar von St. Georg, München-Bogenhausen
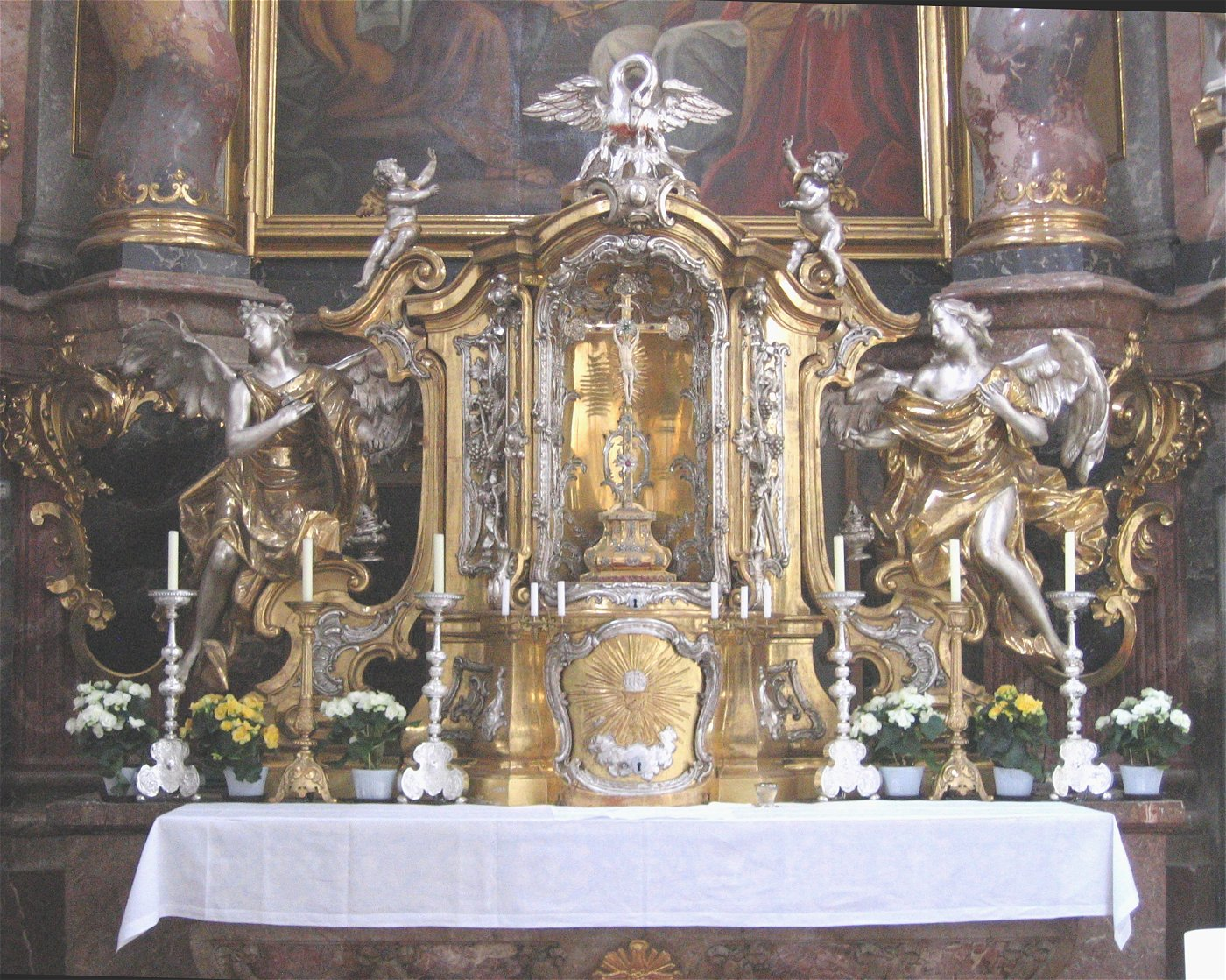
Tabernakel, Klosterkirche St. Anna im Lehel
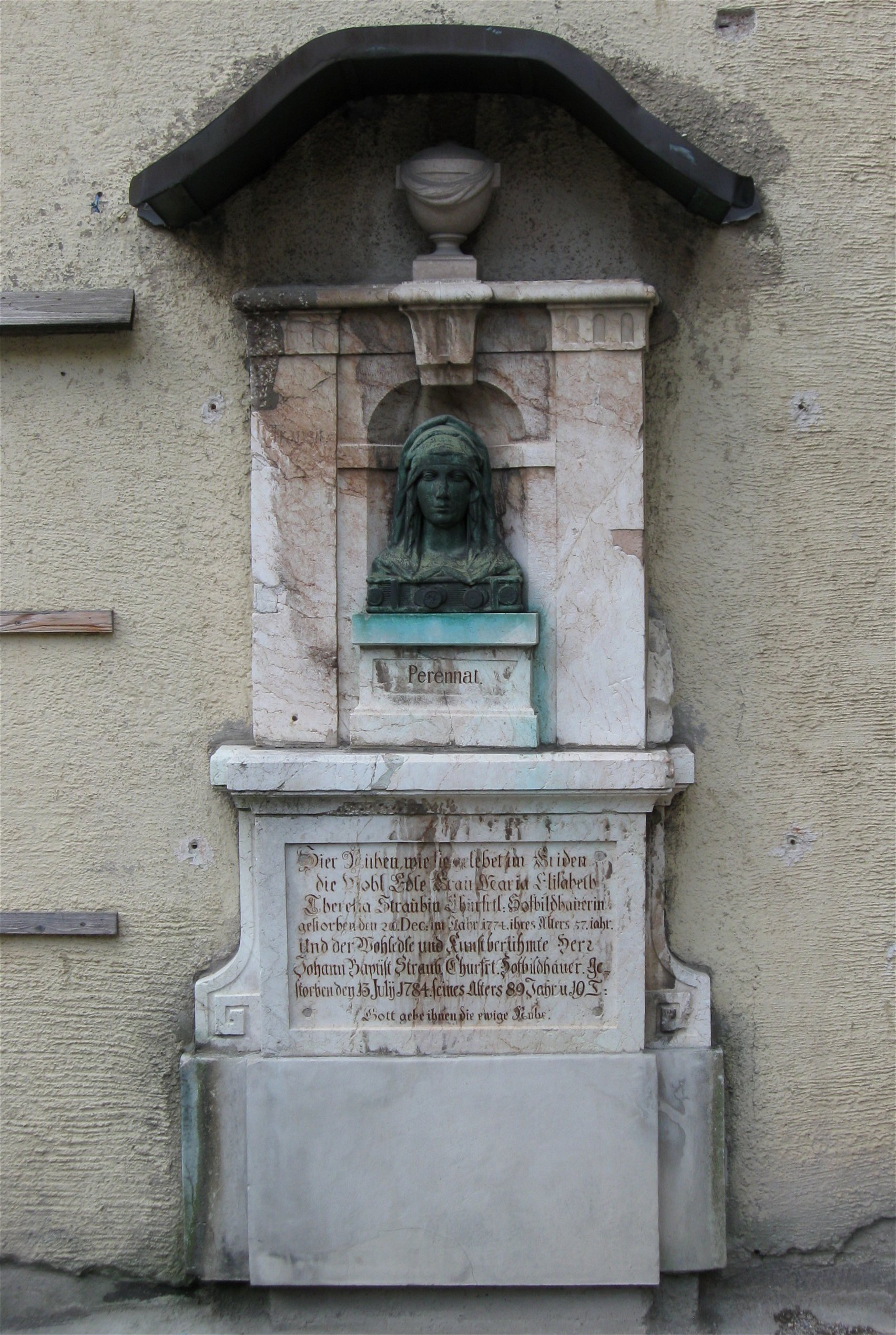
Grabmal Straubs auf dem Alten Südfriedhof in München